# Municipio de Sheridan (condado de Poweshiek)
El municipio de Sheridan (en inglés: Sheridan Township) es un municipio ubicado en el condado de Poweshiek en el estado estadounidense de Iowa. En el año 2010 tenía una población de 248 habitantes y una densidad poblacional de 2,66 personas por km².

## Geografía
El municipio de Sheridan se encuentra ubicado en las coordenadas 41°49′8″N 92°35′29″O / 41.81889, -92.59139. Según la Oficina del Censo de los Estados Unidos, el municipio tiene una superficie total de 93.12 km², de la cual 93,12 km² corresponden a tierra firme y (0 %) 0 km² es agua.

## Demografía
Según el censo de 2010, había 248 personas residiendo en el municipio de Sheridan. La densidad de población era de 2,66 hab./km². De los 248 habitantes, el municipio de Sheridan estaba compuesto por el 97,58 % blancos, el 0,4 % eran afroamericanos, el 1,61 % eran amerindios, el 0,4 % eran de otras razas. Del total de la población el 0,81 % eran hispanos o latinos de cualquier raza.